# 일운초등학교 구조라분교
일운초등학교 구조라분교는 대한민국 경상남도 거제시 일운면 구조라리 58-2에 있었던 공립 초등학교이다.

## 학교 연혁
- 1941.03.31 일운제2공립국민학교 부설 구조라 간이학교 설립인가
- 1943.03.20 제1회 졸업식
- 1943.10.29 신축교사 완성
- 1954.04.01 구조라국민학교 망치분교장 인가
- 1960.04.01 내도분교 설립인가
- 1967.03.01 9학급 편제
- 1967.03.31 예구분교 설립인가
- 1984.06.29 병설유치원 설립
- 1993.03.01 망월초등학교 분교장 격하로 본교인수
- 1998.03.01 망월분교장, 예구분교장 폐교로 통합
- 1998.09.01 내도분교장 폐교로 본교에 통합
- 1999.02.29 제 50회 졸업
- 1999.03.01 일운초등학교 구조라분교장으로 격하
- 1999.09.01 분교장 폐교로 일운초등학교로 통합